# جیسون نیکس
جیسون نیکس (انگلیسی: Jayson Nix؛ زادهٔ ۲۶ اوت ۱۹۸۲) بازیکن بیس‌بال اهل ایالات متحده آمریکا است.
از باشگاه‌هایی که در آن بازی کرده‌است می‌توان به نیویورک یانکیز و کانزاس‌سیتی رویالز اشاره کرد.
وی در مسابقات کشوری و بین‌المللی در مجموع برندهٔ ۱ مدال طلا، ۱ مدال برنز شده‌است.